# Característica (juegos de rol)

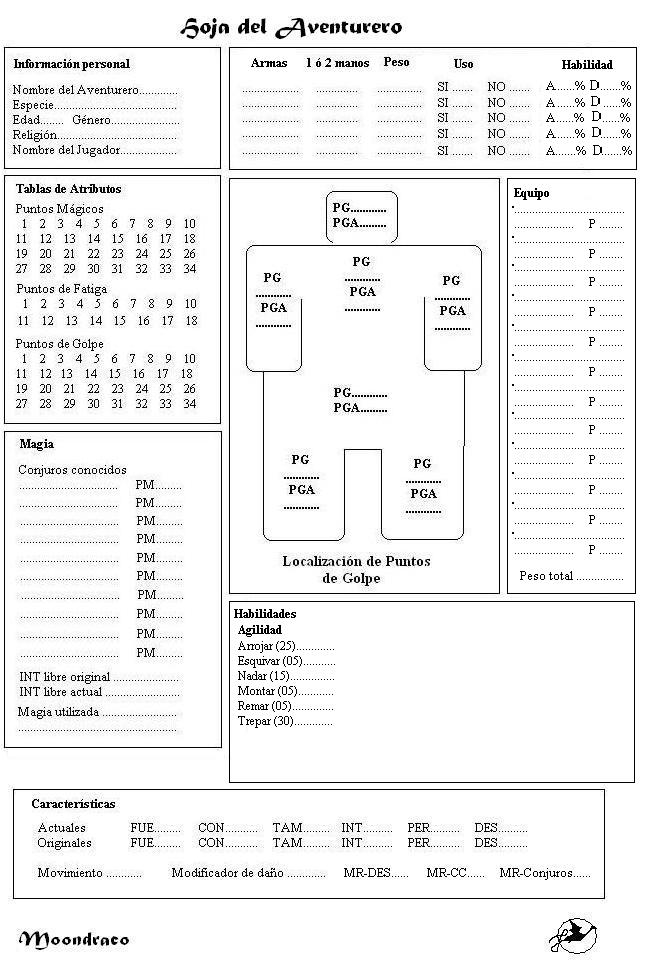
Hoja de personaje concebida por un aficionado para el juego de rol RuneQuest. En la parte inferior se anotarían los valores de las características, que en el caso de este juego son Fuerza, Constitución, Tamaño, Inteligencia, Personalidad y Destreza.

En los juegos de rol una característica es una propiedad definitoria de cualquier ser imaginario que sea descargable en la ficción del juego. Este ser imaginario puede corresponder a cualquier criatura viviente, incluyendo naturalmente tanto a los personajes no jugadores interpretados por el director de juego como a los personajes jugadores interpretados por los jugadores mismos. Las características pueden ser tanto físicas como mentales y corresponden, en general, a uno de los aspectos esenciales que constituyen a un personaje o a una criatura (tamaño, constitución, fuerza, destreza, inteligencia, aspecto, fuerza de voluntad etc.). En la inmensa mayoría de juegos de rol las características de un personaje jugador están expresadas mediante valores numéricos que han de ir anotados en una hoja fotocopiable o imprimible, la hoja de personaje. 

## Descripción general
Cada uno de los personajes involucrados en una partida de rol puede necesitar de parámetros definitorios básicos que permitan al sistema de juego aplicar reglas equitativas que hagan coherente el universo de ficción del juego de rol. Las características del personaje son estos mismos parámetros definitorios básicos que permiten tal coherencia. Si por ejemplo un jugador que interpreta a un personaje humano se enfrenta a un oso, el humano no puede, por cuestiones de realismo y de coherencia interna del juego, ser más fuerte o de mayor tamaño que el oso. Su jugador no puede, por simple capricho, pretender que estrangula al oso o que lo mata golpeándolo con sus puños. Para evitar esta clase de incoherencia, pero respetando la libertad de acción de los jugadores, los juegos de rol prevén, por su habitual simulación mimética de la realidad, que -en la misma proporción y escala- los valores de fuerza física de los osos sean superiores a los de los humanos. En un juego de rol razonablemente «realista» (o «simulador») las características físicas de ambos, el humano y el oso, darán por un lado mayor ventaja física al oso y, por el otro, mayor inteligencia al humano. Las características no son por tanto necesariamente físicas (fuerza, destreza, tamaño, constitución etc.), también las hay mentales o espirituales (inteligencia, presencia, voluntad, personalidad, poder etc.), aunque juegos de rol como Far West ignoran estas características «inmateriales» para abandonarlas a la simple interpretación de los jugadores. Nótese que en la inmensa mayor parte de los juegos de rol las características no sólo son variables de una especie a otra, sino también de un individuo a otro, lo que permite que los jugadores puedan caracterizar mejor a los personajes que interpretan.
Por regla general las características, en contraposición a las habilidades u otros atributos variables de los personajes, comparten dos propiedades que se repiten muy a menudo de un juego de rol a otro:
1. Las características son reducidas en número (mientras que las habilidades de cada personaje suelen ser más numerosas que sus caractéristicas).
2. Los valores atribuidos a las características cambian muy poco a lo largo del juego o a lo largo de la vida ficticia del personaje (mientras que gracias a la experiencia las habilidades de los personajes tienen tendencia a aumentar con el tiempo).

De algún modo puede decirse que las características son lo que determina a un personaje mientras que las habilidades son lo que el personaje sabe o es capaz de hacer.

## Denominaciones
El presente artículo utiliza el término «características» para nombrar las principales propiedades definitorias de personajes concebidos para jugar a rol, pero el término puede variar de un juego de rol a otro. En juegos de rol como Stormbringer (1981), James Bond 007 (1983) o El Señor de los Anillos, el juego de rol de la Tierra Media (1984) se les llama «características» pero en Star Wars (edición de West End Games), por ejemplo, se les llama «atributos».

## Valor atribuido
El uso que cada sistema de juego hace de las características de los personajes depende del tipo de valor que el sistema les atribuye. Excepcionalmente esa atribución de valores se hace mediante letras («A» siendo superior a «B», «B» superior a «C», «C» superior a «D» etc.) o adjetivos («pequeño», «mediano», «grande» etc. para definir el tamaño o «inepto», «medianamente inteligente», «inteligente» o «muy inteligente» para definir la inteligencia). Estos métodos de atribución de valores estadísticos son realmente minoritarios, pues la inmensa mayor parte de los juegos de rol utiliza escalas numéricas («Inteligencia 14» indicando un mayor grado de inteligencia que «Inteligencia 12», por ejemplo). El sistema D6 es, sin embargo, un sistema de juego de rol que utiliza el llamado sistema de «reserva de dados» (dice pool en inglés). En este sistema de juego se utilizan dados de seis caras en vez de valores numéricos para atribuir su valor a cada característica (y eventualmente a cada habilidad u otra propiedad del personaje). En este caso la característica no se mide a una escala numérica sino que una dificultad expresada numéricamente se mide al resultado de una tirada obtenida siguiendo el número de dados de la característica.

## Algunos ejemplos
Estos son algunos ejemplos de los métodos de atribución de valores a las listas de características de algunos juegos de rol, a menudo expresadas mediante abreviaturas. A no ser que se indique lo contrario los métodos de atribución de valores son los que corresponden a seres humanos:
- RuneQuest[1] (1978): las características de los personajes del juego son Fuerza (FUE), Constitución (CON), Tamaño (TAM), Inteligencia (INT), Personalidad (PER), Destreza (DES) y Aspecto (ASP). El jugador obtiene el valor numérico de cada característica de su personaje mediante una tirada de tres dados de seis caras. Tamaño e Inteligencia son una excepción: cada una de ellas se obtiene sumando seis puntos a una tirada de dos dados de seis.

- Stormbringer[2] (1981): en Stormbringer las características básicas son las mismas que en RuneQuest aunque a dos de ellas se las designe con un término diferente. Estas son Fuerza (FUE), Constitución (CON), Tamaño (TAM), Inteligencia (INT), Poder (POD), Destreza (DES) y Carisma (CAR). El valor numérico de cada característica se obtiene mediante una tirada de tres dados de seis caras. En caso de obtener un total igual o inferior a 52 el juego permite que el jugador haga nuevas tiradas de dados.

- La llamada de Cthulhu[3] (1981). Siguiendo en el modelo de los dos juegos de rol anteriormente citados, La llamada de Cthulhu también utiliza el llamado «sistema Chaosium», pero añadiendo dos nuevas características, las dos últimas de la lista siguiente: Fuerza (FUE), Constitución (CON), Tamaño (TAM), Inteligencia (INT), Poder (POD), Destreza (DES), Apariencia (APA), Educación (EDU) y Cordura (COR). «Para los seres humanos» FUE, CON, DES, POD y APA se obtienen tirando tres dados de seis. El TAM y la INT se obtienen con una tirada de dos dados de seis a la que se añaden seis puntos suplementarios, la EDU mediante una tirada de tres dados de seis más tres puntos y la COR se obtiene multiplicando por cinco el valor obtenido en POD. En caso de obtener resultados demasiado bajos el director de juego autoriza al jugador a tirar un dado suplementario ignorando el dado que haya obtenido el resultado más bajo.

- Star Wars, el juego de rol[4] (1987): los «atributos» de los personajes del juego son destreza, conocimiento, mecánica, percepción, fortaleza y técnica (aunque en las criaturas sólo hay destreza, percepción y fortaleza). La atribución de valores se hace repartiendo dieciocho dados de seis caras entre los atributos. La suma total de dados mínimos es siempre de doce dados, la de máximos es siempre de dieciocho y el máximo de dados que se pueden atribuir a un atributo es de dos. En personajes humanos, por ejemplo, cada atributo tiene un mínimo de dos dados y un máximo de cuatro. Las habilidades del personaje están repartidas bajo estos atributos, a cada atributo correspondiendo una lista de habilidades que el jugador puede aumentar repartiendo siete dados entre ellas. Nótese que existen además tres «habilidades de la fuerza», que el jugador puede atribuir a su personaje en casos excepcionales. Estas son controlar, sentir y alterar. Los dados que se atribuyen a las habilidades de la fuerza no provienen de la reserva de dados destinada a las habilidades sino a la de los atributos y además el personaje sólo puede empezar con un dado como máximo en cada una de ellas.

Otros ejemplos de características en otros juegos de rol:
- James Bond 007[5] (1983): Fuerza (FUE), Destreza (DES), Voluntad (VOL), Percepción (PER) e Inteligencia (INT).

- El Señor de los Anillos[6] (1984): Fuerza (FUE), Agilidad (AGI), Constitución (CON), Inteligencia (INT), Intuición (I), Presencia (PRE) y Apariencia (APA).

- Pendragón[7] (1985): Tamaño (TAM), Destreza (DES), Fuerza (FUE), Constitución (CON) y Aspecto (ASP).

- Mutantes en la sombra[8] (1991): Fuerza, Destreza, Voluntad, Percepción, Inteligencia y Carisma.

- Far West[9] (1993): Fuerza (FUE), Destreza (DES) y Constitución (CON). En los animales a la destreza se la designa con el término «agilidad» (AGI).

- ¡Piratas![10] (1994): Vigor, Manipulación, Agilidad, Percepción, Voluntad, Conocimiento y Encanto. Los personajes de este juego de rol tienen además tres «subcaracterísticas» suplementarias: Reflejos, Coraje y Concentración.

## Propiedades derivadas
Las características no son los únicos valores estadísticos habituales de un personaje, ya han sido indicadas, por ejemplo, las habilidades. Otros elementos constituyentes de los personajes y criaturas representados en numerosos juegos de rol son aquellos que derivan de las características mismas. He aquí los ejemplos más habituales en la mayor parte de juegos de rol:
- Puntos de vida: derivan de características físicas (como el tamaño, la fuerza, la constitución, el vigor etc) e indican la capacidad del personaje a resistir golpes, heridas, enfermedades, venenos, incendios o toda otra clase de agresión física.
- Puntos de magia: derivan de características intelectuales o espirituales (como la inteligencia, la personalidad, el poder etc) y sirven para efectuar conjuros, sortilegios, encantamientos, rituales mágicos o toda otra clase de actividades mágicas que tanto caracterizan los universos de ficción de la fantasía heroica. En otras clases de juegos, como los juegos de cartas coleccionables, el concepto de «maná» es muy próximo a los puntos mágicos utilizados en la mayor parte de juegos de rol.
- Puntos de salud mental: en La llamada de Cthulhu, juego de rol anteriormente citado, la cordura es una de las características definitorias de los personajes del juego. No es el caso por tanto de otros juegos de rol en los que la salud mental hace parte de las propiedades derivadas de las características sin constituir una característica central del personaje.
- Puntos de armadura: las armaduras fabricadas por seres humanos o razas inteligentes son objetos exteriores a los cuerpos de los personajes y habitualmente no forman parte de sus valores estadísticos. Sin embargo animales y criaturas tienen a menudo pieles, plumas o escamas suficientemente duras como para ser expresadas en puntos de armadura.